# السعودية (الجيزة)
قرية السعودية هي إحدى القرى التابعة لمركز العياط في محافظة الجيزة في جمهورية مصر العربية. حسب إحصاءات سنة 2006، بلغ إجمالي السكان في السعودية 10900 نسمة، منهم 5512 رجل و5388 امرأة.